# 託麻村
託麻村（たくまむら）は、熊本県の北部、飽託郡にかつてあった村である。

## 地理
- 河川：白川、藻器堀川
- 山：神園山、小山山、戸島山
- 桜井硯の池

## 歴史
- 1889年4月1日 - 託麻郡供合村、広畑村、小山戸島村が成立。
- 1896年4月1日 - 託麻郡と飽田郡が合併し飽託郡となる。
- 1955年1月30日 - 供合村、広畑村、小山戸島村が合併して託麻村が発足。
- 1956年4月1日 - 保田窪、新南部を熊本市に編入。
- 1970年11月1日 - 熊本市に編入。

## 学校

### 村立
- 託麻北小学校
- 託麻西小学校
- 託麻東小学校
- 飽託東部中学校（現在の東部中学校）
- 二岡中学校

## 交通
- 熊本空港（滑走路の一部）